# Leonardo (arna)
Leonardo és un gènere d'arnes de la família Crambidae.

## Taxonomia
- Leonardo avicennae Bassi, 1990
- Leonardo davincii Bleszynski, 1965